# Copa Titano
A Copa Titano (em italiano: Coppa Titano) é a segunda competição mais importante do futebol de San Marino é disputada desde 1937, abaixo do Campeonato Nacional sendo o maior detentor de títulos o Libertas, com 11 conquistas.

## 1937-1954: início e interrupções seguidas e domínio do Libertas
Por conta da Segunda Guerra Mundial, a Copa Titano não foi realizada, retornando apenas em 1950. tendo como campeão o Libertas. A partir daí, seguiram-se várias não realizações da competição.
De 1951 a 1953, o torneio não foi novamente realizado, retornando em 1954, com mais um título do Libertas. Entretanto, no ano seguinte, a Copa não aconteceu, retornando em 1957, com nova conquista do Libertas. Depois se seguiu uma certa estabilidade, mas com novos títulos da equipe de Borgo Maggiore. Entretanto, em 1961, a Copa Titano é novamente cancelada, e esse novo período de inatividade marcou a derrocada do Libertas.
A competição retornou em 1964, e dessa vez não ocorreram mais longas interrupções.

## 1961-até hoje: outros times conseguem deixar sua marca
Depois de 1964, a Copa Titano nunca mais teve longos períodos de inatividade, e isso favoreceu os demais times samarineses. No ano seguinte, o Juvenes (precursor do atual Juvenes/Dogana) conquistou seu primeiro título, e desde então outras equipes conquistaram títulos da Copa.

## Finais
| Edição    | Campeão          | Placar /> x | Vice-Campeão     |
| --------- | ---------------- | ----------- | ---------------- |
| 1936/1937 | Libertas         | x           | -                |
| 1949/1950 | Libertas         | x           | -                |
| 1953/1954 | Libertas         | x           | -                |
| 1957/1958 | Libertas         | x           | -                |
| 1958/1959 | Libertas         | x           | -                |
| 1960/1961 | Libertas         | x           | -                |
| 1964/1965 | Juvenes/Dogana   | x           | -                |
| 1965/1966 | Tre Fiori        | x           | -                |
| 1966/1967 | Tre Penne        | x           | -                |
| 1967/1968 | Juvenes/Dogana   | x           | -                |
| 1969/1970 | Tre Penne        | x           | -                |
| 1970/1971 | Tre Fiori        | x           | -                |
| 1971/1972 | Domagnano        | x           | -                |
| 1973/1974 | Tre Fiori        | x           | -                |
| 1974/1975 | Tre Fiori        | x           | -                |
| 1975/1976 | Juvenes/Dogana   | x           | -                |
| 1976/1977 | Juvenes/Dogana   | x           | -                |
| 1977/1978 | Juvenes/Dogana   | x           | -                |
| 1978/1979 | Juvenes/Dogana   | x           | -                |
| 1979/1980 | Cosmos           | x           | -                |
| 1980/1981 | Cosmos           | x           | -                |
| 1981/1982 | Tre Penne        | x           | -                |
| 1982/1983 | Tre Penne        | x           | -                |
| 1983/1984 | Juvenes/Dogana   | x           | -                |
| 1984/1985 | Tre Fiori        | x           | -                |
| 1985/1986 | La Fiorita       | 6 x 1       | Tre Fiori        |
| 1986/1987 | Libertas         | 0 x 0 5 x 3 | Tre Penne        |
| 1987/1988 | Domagnano        | 2 x 1       | La Fiorita       |
| 1988/1989 | Libertas         | 2 x 0       | La Fiorita       |
| 1989/1990 | Domagnano        | 2 x 0       | Juvenes/Dogana   |
| 1990/1991 | Libertas         | 2 x 0       | Faetano          |
| 1991/1992 | Domagnano        | 1 x 1 4-2   | Tre Fiori        |
| 1992/1993 | Faetano          | 1 x 0       | Libertas         |
| 1993/1994 | Faetano          | 3-1         | Folgore/Falciano |
| 1994/1995 | Cosmos           | 0-0 3-1     | Faetano          |
| 1995/1996 | Domagnano        | 2 x 0       | Cosmos           |
| 1996/1997 | Murata           | 2 x 0       | Virtus           |
| 1997/1998 | Faetano          | 4 x 1       | Cosmos           |
| 1998/1999 | Cosmos           | 5 x 1       | Domagnano        |
| 1999/2000 | Tre Penne        | 3 x 1       | Folgore/Falciano |
| 2000/2001 | Domagnano        | 1 x 0       | Tre Fiori        |
| 2001/2002 | Domagnano        | 6 x 1       | Cailungo         |
| 2002/2003 | Domagnano        | 1 x 0       | Pennarossa       |
| 2003/2004 | Pennarossa       | 3 x 0       | Domagnano        |
| 2004/2005 | Pennarossa       | 4 x 1       | Tre Penne        |
| 2005/2006 | Libertas         | 4 x 1       | Tre Penne        |
| 2006/2007 | Murata           | 2 x 1       | Libertas         |
| 2007/2008 | Murata           | 1 x 0       | Juvenes/Dogana   |
| 2008/2009 | Juvenes/Dogana   | 2 x 1       | Domagnano        |
| 2009/2010 | Tre Fiori        | 2 x 1       | Tre Penne        |
| 2010/2011 | Juvenes/Dogana   | 4 x 1       | Virtus           |
| 2011/2012 | La Fiorita       | 3 x 2       | Pennarossa       |
| 2012/2013 | La Fiorita       | 1 x 0       | San Giovanni     |
| 2013/2014 | Libertas         | 2 x 0       | Faetano          |
| 2014/2015 | Folgore/Falciano | 5 x 0       | Murata           |
| 2015/2016 | La Fiorita       | 2 x 0       | Pennarossa       |
| 2016/2017 | Tre Penne        | 2 x 0       | La Fiorita       |
| 2017/2018 | La Fiorita       | 3 x 2       | Tre Penne        |
| 2018/2019 | Tre Fiori        | 1 x 0       | Folgore/Falciano |

### Maiores Vencedores
| Ranking | Clube          | Finais ganhas (Première-Dernière) | Finais perdidas (Première-Dernière) |
| ------- | -------------- | --------------------------------- | ----------------------------------- |
| 1       | Libertas       | 11 (1937-2014)                    | 2 (1993-2007)                       |
| 2       | Domagnano      | 8 (1972-2003)                     | 2 (1999-2004)                       |
| 3       | Tre Fiori      | 7 (1966-2019)                     | 3 (1986-2001)                       |
| 4       | Tre Penne      | 5 (1967-2000)                     | 4 (1987-2010)                       |
| 5       | Juvenes/Dogana | 5 (1965-2010)                     | 0                                   |
| 6       | Cosmos         | 4 (1980-1999)                     | 2 (1996-1998)                       |
| 7       | Faetano        | 3 (1993-1998)                     | 2 (1991 x 1995)                     |
| 7       | La Fiorita     | 3 (1986-2013)                     | 2 (1988-1989)                       |
| 8       | Murata         | 3 (1997-2008)                     | 0                                   |
| 9       | Pennarossa     | 2 (2004-2005)                     | 2 (2003-2012)                       |

### Os títulos
| Equipe             | Nº de Taças | Anos                                                             |
| ------------------ | ----------- | ---------------------------------------------------------------- |
| Libertas           | 11          | 1937, 1950, 1954, 1958, 1959, 1961, 1987, 1989, 1991, 2006, 2014 |
| Domagnano          | 8           | 1972, 1988, 1990, 1992, 1996, 2001, 2002, 2003                   |
| Tre Fiori          | 6           | 1966, 1971, 1974, 1975, 1985, 2010                               |
| Tre Penne          | 6           | 1967, 1970, 1982, 1983, 2000, 2017                               |
| Juvenes Serravalle | 5           | 1965, 1968, 1976, 1978, 1984                                     |
| La Fiorita         | 5           | 1986, 2012, 2013, 2016, 2018                                     |
| Cosmos             | 4           | 1980, 1981, 1995, 1999                                           |
| Faetano            | 3           | 1993, 1994, 1998                                                 |
| Murata             | 3           | 1997, 2007, 2008                                                 |
| Dogana             | 2           | 1977, 1979                                                       |
| Pennarossa         | 2           | 2004, 2005                                                       |
| Juvenes/Dogana     | 2           | 2009, 2011                                                       |
| Folgore/Falciano   | 1           | 2015                                                             |

## Estatísticas
- Maior número de vitórias consecutivas em 6 vitórias consecutivas para o Libertas, entre 1937 e 1961.
- Mais participações na final: Libertas, 12 vezes nas finais da competição.
- A maior vitória na final e maior número de gols em final :  La Fiorita 6 x 1 Tre Fiori em 1986, Domagnano 6 x 1 Cailungo en 2002.

## Número de títulos porCastelli(regiões administrativas de San Marino)
- Chiesanuova: 1
- Serravalle: 4
- Fiorentino: 1
- Domagnano: 1
- Faetano: 1
- Borgo Maggiore: 1
- Montegiardino: 1
- Cidade de São Marinho: 1